# フレデリック・ベグベデ
フレデリック・ベグベデ (Frédéric Beigbeder, 1965年9月21日 - )は、フランスの作家、批評家である。
1965年、フランスヌイイ＝シュル＝セーヌで生れた。
パリ政治学院で政治学を学んだ。
2003年にアンテラリエ賞、2009年にルノードー賞を受賞した。

## 受賞歴
- 2003 : アンテラリエ賞（Windows on the World(『世界の窓』)に対して）
- 2009 : ルノードー賞 （Un roman français(『フランス小説』)に対して）

## 日本語訳された作品
- 『99F - \999 Book plus』、中村佳子訳、角川書店、2002年
- 『文学の墓場 - 20世紀文学の最終目録』、中村佳子訳、角川書店、2003年
- 『世界不死計画』、中村佳子訳、河出書房新社、2019年

## 主な作品

### 小説
- 1990: Mémoire d'un jeune homme dérangé(『あるだらしない若い男の手記』)
- 1994: Vacances dans le coma (Holiday in a Coma)
- 1997: L'amour dure trois ans (Love Lasts Three Years)
- 2000: 99 Francs(『\999』)
- 2003: Windows on the World(『世界の窓』), アンテラリエ賞
- 2005: L'égoïste romantique (The Romantic Egoist)
- 2007: Au secours pardon
- 2009: Un roman français(A French Novel)(『フランス小説』), ルノードー賞
- 2014: Oona & Salinger

### エッセイ
- 2001: Dernier inventaire avant liquidation
- 2011: Premier bilan après l'Apocalypse
- 2018: La frivolité est une affaire sérieuse

### インタビュー
- 2004: Je crois Moi non-plus : Dialogue entre un évêque et un mécréant Calmann-Lévy

### 漫画
- 2002: Rester normal Dargaud
- 2004: Rester normal à Saint-Tropez Dargaud